# Schweinfurthia pedicellata
Schweinfurthia pedicellata är en grobladsväxtart som först beskrevs av John Smith, och fick sitt nu gällande namn av John Hutton Balfour. Schweinfurthia pedicellata ingår i släktet Schweinfurthia och familjen grobladsväxter. Inga underarter finns listade i Catalogue of Life.